# الأميرة بياتريس أميرة ساكس كوبورج وغوتا
الأميرة بياتريس ساكس كوبورج وغوتا (بالإنجليزية: Princess Beatrice of Saxe-Coburg and Gotha) (بياتريس يوبولدين فيكتوريا;20 أبريل 1884 - 13 يوليو 1966) كانت عضوا في العائلة المالكة البريطانية وهي حفيدة الملكة فيكتوريا وتزوجت لاحقا من العائلة المالكة الاسبانية وكانت تسمى «بيبي النحل» من قبل عائلتها.